# 3Dプリンター活用技術検定
3Dプリンター活用技術検定（スリーディープリンターかつようぎじゅつけんてい）は、一般社団法人コンピュータ教育振興協会が主催する、3Dプリンター活用技術に関する検定試験である。

## 受験級
- 3Dプリンター活用技術基礎

## 試験日
- 9月および2月のそれぞれ1ヵ月間（CBT）